# Ou Xiaobai
Ou Xiaobai é uma empresária e desenvolvedora de apps chinesa, criadora do aplicativo iHomo, que ajuda gays e lésbicas a encontrarem parceiros do sexo oposto para casamentos de fachada (ou "casamentos cooperativos", em chinês, xinghun), necessidade reconhecida devido ao aspecto conservador da sociedade chinesa em relação à homossexualidade.
Ela foi eleita pela BBC como uma das 100 Mulheres destacadas de 2016.